# Nephtys longosetosa
Nephtys longosetosa är en ringmaskart som beskrevs av Örsted 1842. Nephtys longosetosa ingår i släktet Nephtys och familjen Nephtyidae. Arten är reproducerande i Sverige. Inga underarter finns listade i Catalogue of Life.

## Bildgalleri

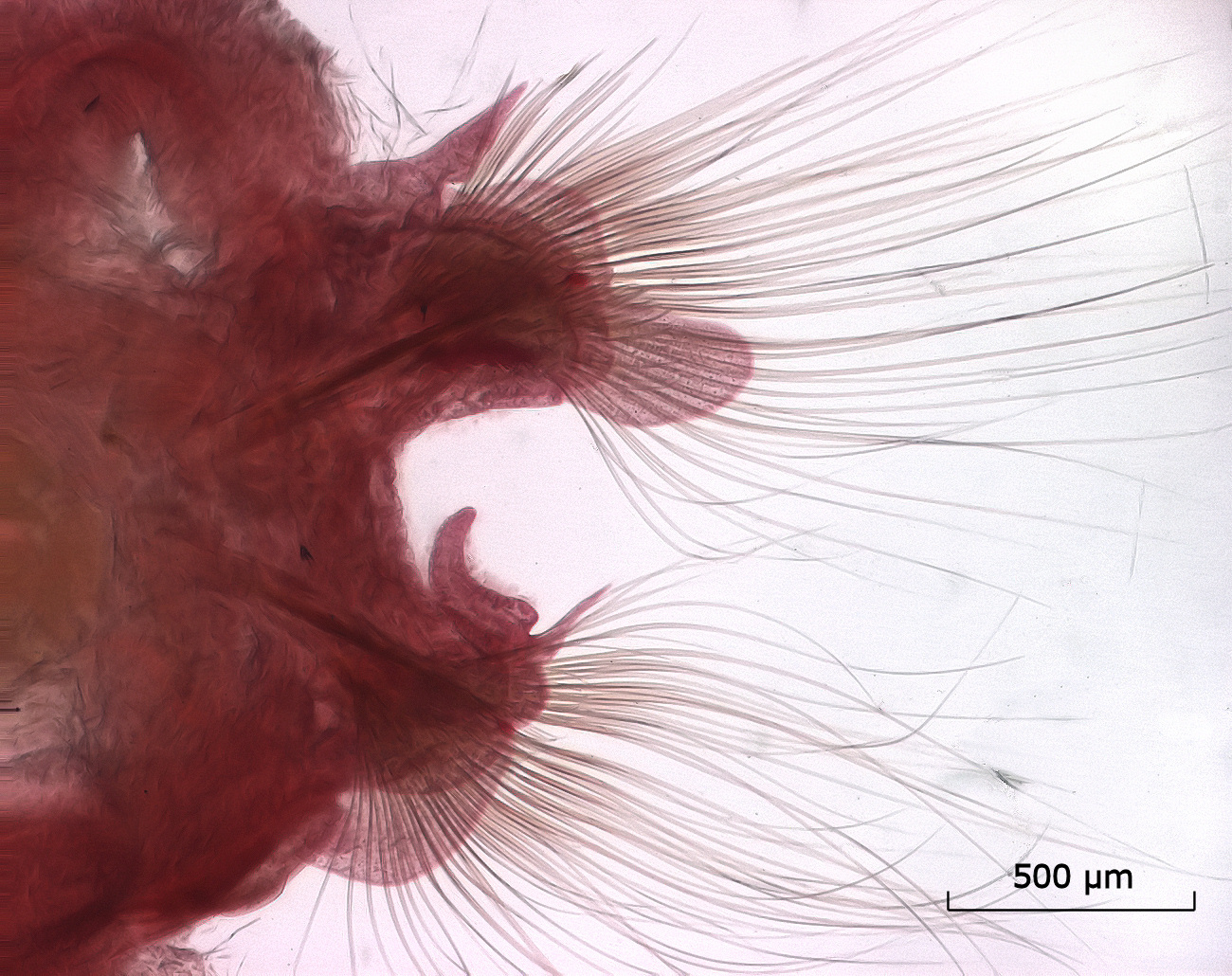